# Mleczewo (Bułgaria)
Mleczewo (bułg. Млечево) – wieś w środkowej Bułgarii, w obwodzie Gabrowo, w gminie Sewliewo. Według danych Narodowego Instytutu Statystycznego, 31 grudnia 2011 wieś liczyła 70 mieszkańców.

## Położenie
Mleczewo znajduje się w paśmie górskim Trojanski Bałkan.

## Historia
Tutejsze góry związane są z królewiczem Marko, o którym istnieje wiele legend.